# Aurore de Provence
Anthocharis euphenoides
Espèce
Statut de conservation UICN

 LC  : Préoccupation mineure
L’Aurore de Provence, Anthocharis  euphenoides, est une espèce d’insectes lépidoptères  de la famille des Pieridae, de la sous-famille des Pierinae et du genre Anthocharis.

## Dénomination
- Anthocharis  euphenoides (Staudinger, 1869),
- Synonymes: Anthocharis  belia (Linné, 1767) et Anthocharis belia euphenoides.

### Noms vernaculaires
L'Aurore de Provence ou Aurore de Barbarie se nomme Provence Orange Tip ou Marocco Orange Tip en anglais, Gelbe Aurorafalter en allemand et Geel oranjetipje en néerlandais.

### Sous-espèces

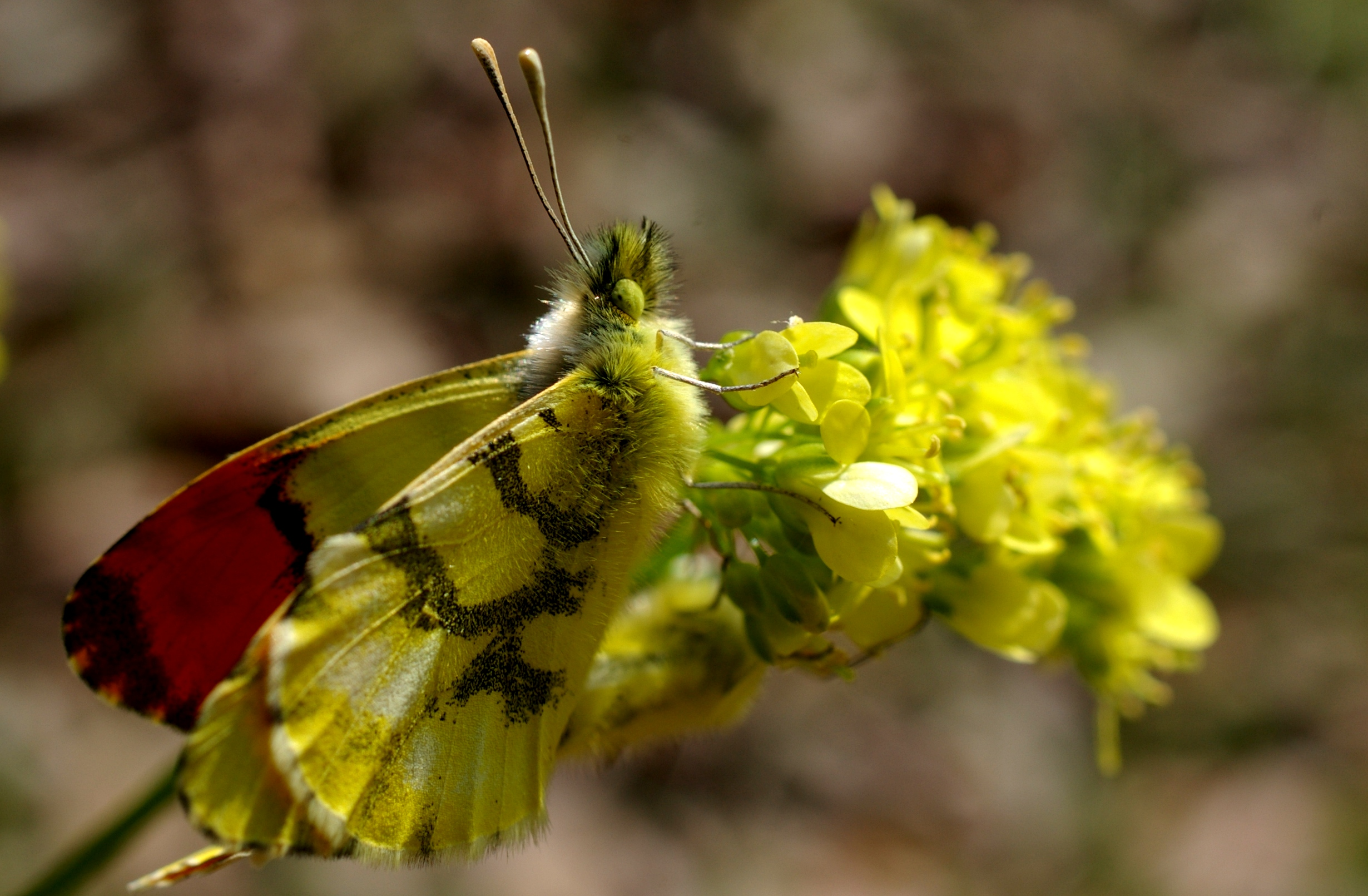
Aurore de Provence mâle

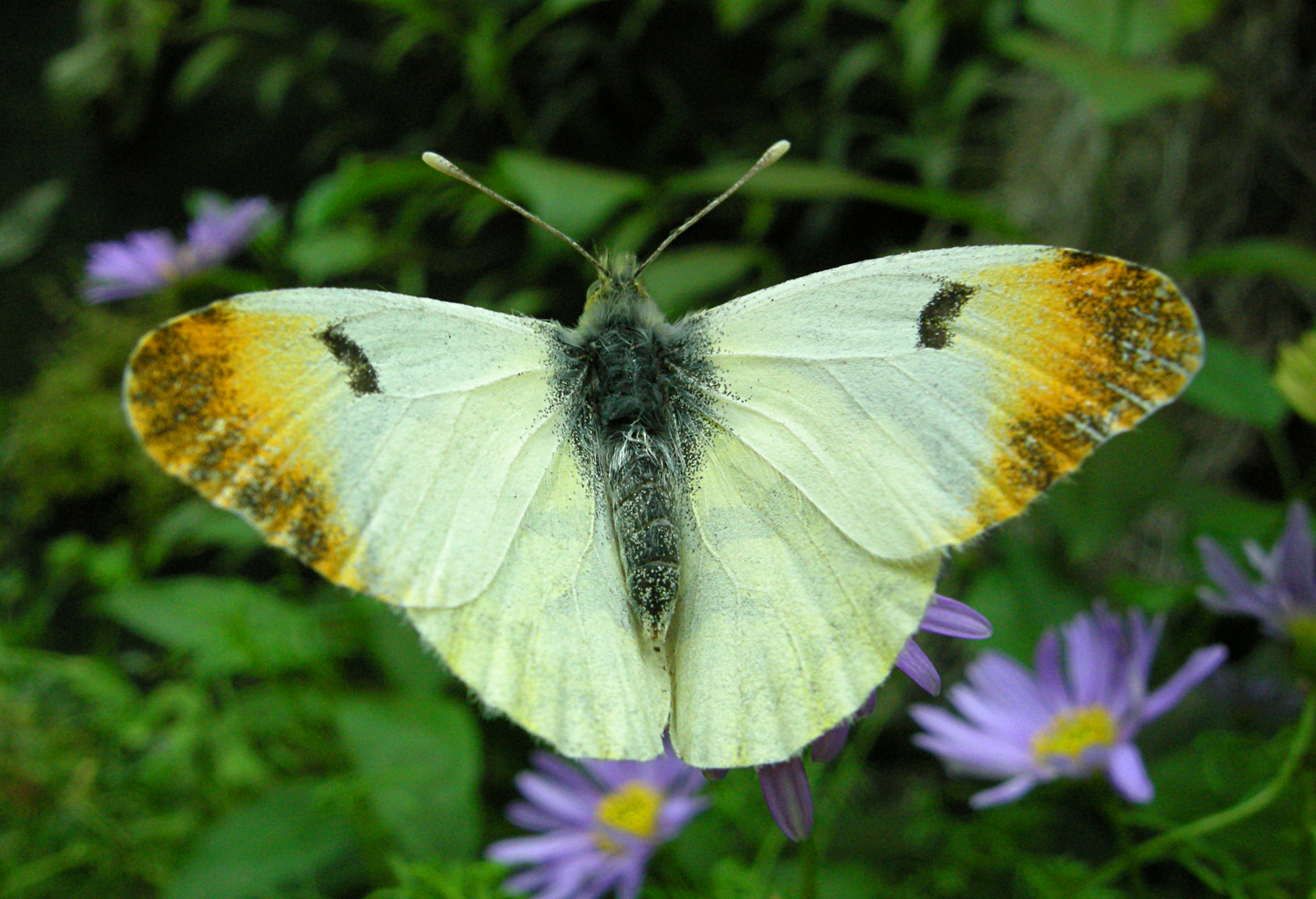
Aurore de Provence femelle

- Anthocharis belia ssp belia (Linné 1767),
- Anthocharis belia ssp. androgyne (Leech, 1886), au sud-ouest du Maroc et dans la région de l'Atlas[1].

## Description
Ce papillon présente un dimorphisme sexuel très marqué : le mâle est jaune avec l'apex des ailes antérieures orange bordé d'une petite bande noire alors que la femelle est blanche avec l'apex orangé et cette même bande noire. Le revers des ailes postérieures est marqué de vert et l'apex des antérieures est orange chez le mâle, jaune chez la femelle.

## Biologie
Les œufs donnent des chenilles blanches ponctuées de noir avec une large bande jaune dorsale.

### Période de vol et hivernation
Les adultes volent de mars à juillet, en une seule génération annuelle.
Cette espèce hiverne dans sa chrysalide, au stade nymphal.

### Plantes hôtes
Les plantes hôtes de la chenille sont des Biscutella et le Sisymbre officinal.

## Écologie et distribution
L'Aurore de Provence est présente dans le sud-ouest de l'Europe (Portugal, Espagne, sud de la France, centre de l'Italie) et dans toute l'Afrique du Nord (Maroc, Algérie et Tunisie).
L'Aurore de Provence n'est présente en France  métropolitaine que dans les départements du pourtour méditerranéen mais elle est absente en Corse.

### Biotope
L'Aurore de Provence affectionne les lieux fleuris, chauds et secs.

### Protection
Pas de statut de protection particulier.